# Nati nel 1939/Luglio
| Questa pagina contiene informazioni ricavate automaticamente dalle voci biografiche con l'ausilio del template Bio e di un bot. L'aggiornamento è periodico e automatico e ricostruisce completamente la pagina. Se manca una persona in questa lista, sei pregato di non aggiungerla, ma accertati piuttosto che la sua voce biografica contenga il template Bio e che i dati anagrafici siano correttamente compilati. Se il template Bio manca, inseriscilo tu stesso o, in alternativa, metti l'avviso {{tmp\|Bio}} che ne segnala la mancanza. Se i dati riportati sono sbagliati, correggi direttamente la voce biografica; le modifiche saranno visibili in questa lista entro pochi giorni. Per chiarimenti vedi il progetto biografie. La lista contiene solo le 221 persone che sono citate nell'enciclopedia e per le quali è stato implementato correttamente il template Bio. Pagina aggiornata al 18 ago 2025. |

- 1º luglio - Tadeusz Blauth, ex cestista polacco
- 1º luglio - Delaney Bramlett, chitarrista, cantante e attore statunitense († 2008)
- 1º luglio - Augusto Caminito, produttore cinematografico, sceneggiatore e regista italiano († 2020)
- 1º luglio - Howard Clifton, bobbista statunitense († 1990)
- 1º luglio - Roberto Di Rosa, politico italiano († 2010)
- 1º luglio - Oldair, calciatore brasiliano († 2014)
- 1º luglio - Antonio Parlato, politico e avvocato italiano († 2010)
- 1º luglio - Hugo Plomteux, linguista belga († 1981)
- 1º luglio - Jürgen Schütz, calciatore tedesco († 1995)
- 1º luglio - Karen Black, attrice statunitense († 2013)
- 2 luglio - Michael Castle, politico statunitense († 2025)
- 2 luglio - Barbara Colby, attrice statunitense († 1975)
- 2 luglio - Vincenzo De Simone, pittore, scultore e performance artist italiano († 2020)
- 2 luglio - Renzo Fontona, ex ciclista su strada italiano
- 2 luglio - Ljudmila Kukanova, ex cestista sovietica
- 2 luglio - Nora Novotny, ex nuotatrice austriaca
- 2 luglio - Alexandros Panagulis, politico, rivoluzionario e poeta greco († 1976)
- 2 luglio - Keigo Shimizu, ex nuotatore giapponese
- 2 luglio - John H. Sununu, politico e conduttore televisivo statunitense
- 2 luglio - Horst Walter, calciatore tedesco orientale († 2015)
- 3 luglio - Nicola Acocella, economista italiano
- 3 luglio - Brigitte Fassbaender, cantante lirica e mezzosoprano tedesca
- 3 luglio - Laura Grisi, pittrice italiana († 2017)
- 3 luglio - László Kovács, politico e diplomatico ungherese
- 3 luglio - Michele Mason-Brown, ex altista australiana
- 3 luglio - Angelo Sormani, ex calciatore e allenatore di calcio brasiliano
- 3 luglio - Willy Vanden Berghen, ciclista su strada belga († 2022)
- 4 luglio - Abdelmajid Chetali, ex calciatore tunisino
- 4 luglio - Kim Bong-hwan, ex calciatore nordcoreano
- 4 luglio - Pete Walker, regista, sceneggiatore e attore inglese
- 5 luglio - Martin Burger, ex sciatore alpino austriaco
- 5 luglio - Sergio Di Stefano, attore, doppiatore e direttore del doppiaggio italiano († 2010)
- 5 luglio - Antonio Franchi, politico italiano
- 5 luglio - Jimmy Lloyd, pugile britannico († 2013)
- 5 luglio - Vittorio Melloni, regista italiano († 1992)
- 5 luglio - Antonio Taglioni, regista teatrale e direttore artistico italiano († 2001)
- 5 luglio - José Terrón, attore spagnolo († 2019)
- 5 luglio - Lucia Tomasi Tongiorgi, storica dell'arte italiana
- 5 luglio - Erich Zenger, presbitero e teologo tedesco († 2010)
- 6 luglio - José de la Fuente, ex cestista cileno
- 6 luglio - Jet Harris, bassista e chitarrista britannico († 2011)
- 6 luglio - Mary Peters, ex multiplista britannica
- 6 luglio - Gretchen Rau, scenografa statunitense († 2006)
- 6 luglio - Sultan III bin Muhammad al-Qasimi, storico e politico emiratino
- 7 luglio - Franco Coggiola, etnomusicologo e archivista italiano († 1996)
- 7 luglio - Giorgio Mariuzzo, sceneggiatore e regista italiano († 2023)
- 7 luglio - Elena Obrazcova, mezzosoprano russo († 2015)
- 7 luglio - Pietro Sassu, etnomusicologo e compositore italiano († 2001)
- 7 luglio - Valentine Namio Sengebau, poeta palauano († 2000)
- 8 luglio - Luigi Berzano, sociologo e prete italiano
- 8 luglio - Maria Pia Fusco, sceneggiatrice e giornalista italiana († 2016)
- 8 luglio - Anatolij Grišin, canoista sovietico († 2016)
- 8 luglio - Adriano Maschietto, calciatore italiano († 2016)
- 8 luglio - Tommy Mason, giocatore di football americano statunitense († 2015)
- 8 luglio - Baldur Preiml, saltatore con gli sci austriaco († 2025)
- 8 luglio - Lore Trittner, nuotatrice austriaca
- 8 luglio - Nando Yosu, allenatore di calcio e calciatore spagnolo († 2016)
- 9 luglio - Renato Bellinelli, ex calciatore italiano
- 9 luglio - Mario Da Pozzo, ex calciatore italiano
- 9 luglio - Alfredo Bruno Frassinelli, dirigente sportivo e calciatore italiano († 2005)
- 9 luglio - Ihor Myronovyč Kalynec', poeta ucraino († 2025)
- 9 luglio - Michael Jarboe Sheehan, arcivescovo cattolico statunitense († 2023)
- 10 luglio - Siah Armajani, artista, scultore e designer iraniano († 2020)
- 10 luglio - Maria Isabel Barreno, scrittrice portoghese († 2016)
- 10 luglio - Pellegrino Capaldo, banchiere, economista e politico italiano († 2025)
- 10 luglio - Phil Kelly, calciatore irlandese († 2012)
- 10 luglio - Yuki Maraini, musicista, cantante e compositrice italiana († 1995)
- 10 luglio - Lawrence Pressman, attore statunitense
- 10 luglio - Giampiero Schiavo, calciatore italiano († 2025)
- 10 luglio - Mavis Staples, cantante e attrice statunitense
- 10 luglio - Reg Stratton, calciatore inglese († 2018)
- 11 luglio - Angela Ales Bello, filosofa italiana
- 11 luglio - Barbara Dittus, attrice e doppiatrice tedesca († 2001)
- 11 luglio - Guglielmo Gulotta, avvocato italiano
- 11 luglio - Vittorio Tarditi, politico italiano
- 12 luglio - Phillip Adams, giornalista, produttore cinematografico e attivista australiano
- 12 luglio - Warwick Banks, ex pilota automobilistico britannico
- 12 luglio - Olga Berluti, costumista e imprenditrice italiana
- 12 luglio - Ernesto Esposito, compositore italiano († 2012)
- 12 luglio - Tak Fujimoto, direttore della fotografia statunitense
- 12 luglio - Giorgio Gaja, giurista italiano
- 12 luglio - Erwin Kräutler, vescovo cattolico austriaco
- 12 luglio - Felice Scermino, magistrato e politico italiano
- 12 luglio - Franco Teodoro, grafico e designer italiano († 2005)
- 13 luglio - Bunk Adams, ex cestista e allenatore di pallacanestro statunitense
- 13 luglio - John Danielsen, ex calciatore danese
- 13 luglio - Prakash Mehra, regista indiano († 2009)
- 14 luglio - Marcello Brunelli, neurofisiologo italiano († 2020)
- 14 luglio - Eduard Brunner, clarinettista svizzero († 2017)
- 14 luglio - Marcel Callewaert, ex copilota di rally francese
- 14 luglio - Karel Gott, cantante e attore ceco († 2019)
- 14 luglio - Sid Haig, attore statunitense († 2019)
- 14 luglio - Mario Lavagetto, critico letterario italiano († 2020)
- 14 luglio - O'tkir Sultonov, politico uzbeko († 2015)
- 14 luglio - Vince Taylor, cantante e musicista britannico († 1991)
- 14 luglio - Manuel Vázquez Montalbán, scrittore, saggista e giornalista spagnolo († 2003)
- 15 luglio - Angelina Bizzarro, ex cestista brasiliana
- 15 luglio - Wolfram Baentsch, giornalista tedesco
- 15 luglio - Albano Bufalini, attore, cabarettista e mimo italiano
- 15 luglio - Aníbal Cavaco Silva, politico portoghese
- 15 luglio - Kolouei O'Brien, politico neozelandese († 2015)
- 15 luglio - Reg Pridmore, pilota motociclistico britannico
- 15 luglio - Patrick Wayne, attore statunitense
- 15 luglio - Rodolfo Zich, ingegnere e dirigente d'azienda italiano († 2023)
- 16 luglio - William Bell, cantante statunitense
- 16 luglio - Paolo Fedeli, latinista e filologo classico italiano
- 16 luglio - Laurence Guittard, attore e cantante statunitense
- 16 luglio - Frans van der Hoff, missionario olandese († 2024)
- 16 luglio - Konstantin Ivanovič Kobec, generale russo († 2012)
- 16 luglio - Darcy O'Brien, scrittore statunitense († 1998)
- 16 luglio - Daniel-Henri Pageaux, critico letterario francese
- 16 luglio - Ruth Perry, politica liberiana († 2017)
- 16 luglio - Jesué Pinharanda Gomes, filosofo e storico portoghese († 2019)
- 16 luglio - Corin Redgrave, attore e attivista britannico († 2010)
- 16 luglio - Barry Seal, criminale e aviatore statunitense († 1986)
- 16 luglio - Mariele Ventre, direttrice di coro italiana († 1995)
- 16 luglio - Lido Vieri, ex calciatore e allenatore di calcio italiano
- 17 luglio - Milva, cantante e attrice italiana († 2021)
- 17 luglio - Antonio Briones, allenatore di calcio spagnolo
- 17 luglio - Spencer Davis, musicista e polistrumentista britannico († 2020)
- 17 luglio - Norbert Felsinger, ex pattinatore artistico su ghiaccio austriaco
- 17 luglio - Rubén Adán González, ex calciatore uruguaiano
- 17 luglio - Abd al-Fattah Isma'il, politico yemenita († 1986)
- 17 luglio - Carla Lowry, cestista, allenatrice di pallacanestro e dirigente sportiva statunitense († 2015)
- 17 luglio - Valve Lüütsepp, ex cestista sovietica
- 17 luglio - José Moris, ex calciatore cileno
- 17 luglio - Robert Schwartz, ex pallanuotista sudafricano
- 17 luglio - Gusztáv Szepesi, calciatore ungherese († 1987)
- 17 luglio - Ramaz Urushadze, calciatore sovietico († 2012)
- 17 luglio - Valerij Voronin, calciatore sovietico († 1984)
- 18 luglio - Brian Auger, tastierista britannico
- 18 luglio - Dion DiMucci, cantautore statunitense
- 18 luglio - Gildo Fattori, cantante e giornalista italiano († 2004)
- 18 luglio - Leonid Evgen'evič Golovnja, regista sovietico († 2012)
- 18 luglio - Ėduard Mudrik, calciatore sovietico († 2017)
- 18 luglio - Flavio Trinca, politico e dirigente d'azienda italiano
- 18 luglio - Ilan Zeiger, cestista israeliano († 2017)
- 19 luglio - Enzo Consoli, attore, doppiatore e scrittore italiano († 2007)
- 19 luglio - Antonio Girfatti, politico italiano († 2017)
- 19 luglio - Pietro Lunardi, imprenditore, ingegnere e politico italiano
- 19 luglio - Yves Meyer, matematico francese
- 19 luglio - Luigi Porro, calciatore italiano († 2016)
- 20 luglio - David Bivin, biblista statunitense
- 20 luglio - Frank Budd, velocista e giocatore di football americano statunitense († 2014)
- 20 luglio - Judy Chicago, artista statunitense
- 21 luglio - Jamey Aebersold, sassofonista e insegnante statunitense
- 21 luglio - Alberto Festa, calciatore portoghese († 2024)
- 21 luglio - Kim Fowley, cantante, musicista e produttore discografico statunitense († 2015)
- 21 luglio - Helmut Haller, calciatore tedesco († 2012)
- 21 luglio - John Negroponte, politico e ambasciatore statunitense
- 21 luglio - Andrea Vaccaro, artista e pittore italiano († 2019)
- 22 luglio - Warda Al-Jazairia, cantante, musicista e attrice algerina († 2012)
- 22 luglio - Gila Almagor, attrice e scrittrice israeliana
- 22 luglio - Ermanno Cressoni, architetto e designer italiano († 2005)
- 22 luglio - Raymond Flynn, politico, diplomatico e ex cestista statunitense
- 22 luglio - Mildred Loving, attivista statunitense († 2008)
- 22 luglio - Quincy Troupe, poeta, scrittore e giornalista statunitense
- 23 luglio - Gavril Blajek, ex pallanuotista rumeno
- 23 luglio - Betiana Blum, attrice argentina
- 23 luglio - Antonio Faeti, scrittore, saggista e pedagogista italiano
- 23 luglio - Javier Sanjuán, cestista spagnolo († 2021)
- 24 luglio - Fadil Abdurahmanović, compositore di scacchi bosniaco
- 24 luglio - Tamar Adar, scrittrice israeliana († 2008)
- 24 luglio - Julio Aróstegui, storico spagnolo († 2013)
- 24 luglio - Walt Bellamy, cestista statunitense († 2013)
- 24 luglio - Franco Fausti, politico italiano († 2006)
- 24 luglio - Francesco Floris, politico e storico italiano († 2014)
- 24 luglio - Knut Iversen, ex calciatore norvegese
- 24 luglio - Christian Kampmann, scrittore e giornalista danese († 1988)
- 24 luglio - Angel Kerezov, ex lottatore bulgaro
- 24 luglio - Barry N. Malzberg, scrittore e curatore editoriale statunitense († 2024)
- 24 luglio - Charles McPherson, sassofonista statunitense
- 24 luglio - Daniel Viglietti, cantautore, compositore e chitarrista uruguaiano († 2017)
- 25 luglio - Francesco Fedi, ingegnere italiano
- 25 luglio - Marit Haraldsen, ex sciatrice alpina norvegese
- 25 luglio - Nancy Ludington, ex pattinatrice artistica su ghiaccio statunitense
- 26 luglio - Pietro Alessandro Giustini, storico della scienza italiano († 2007)
- 26 luglio - John Howard, politico australiano
- 26 luglio - Franco Jesurun, attore teatrale italiano († 2010)
- 26 luglio - Bronisław Leśniak, calciatore polacco († 1989)
- 26 luglio - Bob Lilly, ex giocatore di football americano statunitense
- 26 luglio - Eva Nikolaevna Lisina, scrittrice, traduttrice e insegnante russa
- 26 luglio - Ned McIlroy, ex pallanuotista statunitense
- 26 luglio - Luca Montrone, imprenditore e editore italiano
- 27 luglio - Irv Cross, giocatore di football americano statunitense († 2021)
- 27 luglio - William Eggleston, fotografo statunitense
- 27 luglio - James Follett, scrittore e sceneggiatore britannico († 2021)
- 27 luglio - William Happer, fisico britannico
- 27 luglio - Michael Longley, poeta britannico († 2025)
- 27 luglio - Ted Luckenbill, cestista statunitense († 2012)
- 27 luglio - José Manuel Moya, compositore e produttore discografico spagnolo
- 27 luglio - James Victor, attore dominicano († 2016)
- 27 luglio - Giulio Cesare Spagni, calciatore italiano († 2009)
- 27 luglio - Peppino di Capri, cantante, pianista e attore italiano
- 28 luglio - Lina Agostini, giornalista e scrittrice italiana
- 28 luglio - Renato Cortesi, attore, doppiatore e dialoghista italiano
- 28 luglio - Charles Cyphers, attore statunitense († 2024)
- 28 luglio - Gösta Ekman, attore, regista e comico svedese († 2017)
- 29 luglio - Amarildo Tavares da Silveira, ex calciatore e allenatore di calcio brasiliano
- 29 luglio - Leopoldo Gaspari, bobbista italiano († 1967)
- 29 luglio - Gianfranco Maretti Tregiardini, poeta italiano († 2017)
- 29 luglio - Allan McGraw, calciatore e allenatore di calcio scozzese († 2023)
- 29 luglio - Hildegarde Neil, attrice sudafricana († 2023)
- 29 luglio - Terele Pávez, attrice spagnola († 2017)
- 29 luglio - Gian Piero Reverberi, compositore, arrangiatore e direttore d'orchestra italiano
- 30 luglio - Peter Bogdanovich, regista, sceneggiatore e critico cinematografico statunitense († 2022)
- 30 luglio - Pasquale Culotta, architetto italiano († 2006)
- 30 luglio - Tamara Danilova, ex discobola sovietica
- 30 luglio - Rodolfo Giampaoli, politico italiano
- 30 luglio - Kim Jong-seon, ex cestista sudcoreano
- 30 luglio - Lidija Leont'eva, cestista sovietica († 1996)
- 30 luglio - Willie McIntosh, ex calciatore scozzese
- 30 luglio - Fausto Vigevani, politico e sindacalista italiano († 2003)
- 31 luglio - Steuart Bedford, direttore d'orchestra e pianista britannico († 2021)
- 31 luglio - Nacho Beristáin, allenatore di pugilato messicano
- 31 luglio - Susan Flannery, attrice e regista statunitense
- 31 luglio - Matilde Koen-Sarano, scrittrice israeliana († 2024)
- 31 luglio - France Nuyen, attrice e psicologa francese
- 31 luglio - Norm Snead, giocatore di football americano statunitense († 2024)
- 31 luglio - John Tong Hon, cardinale e vescovo cattolico cinese
- 31 luglio - Ignacio Zoco, calciatore spagnolo († 2015)